# Psychotria fimbriflora
Psychotria fimbriflora är en måreväxtart som beskrevs av Julian Alfred Steyermark. Psychotria fimbriflora ingår i släktet Psychotria och familjen måreväxter. Inga underarter finns listade i Catalogue of Life.